# Actual Size
Albums de Mr. Big
Get Over It
(2000) In Japan
(2002)
Actual Size est le sixième album studio du groupe Mr. Big. Il sort en août 2001 au Royaume-Uni. C'est le deuxième et dernier album avec le guitariste Richie Kotzen. L'album contient 13 pistes dont une piste bonus dans l'édition japonaise « Deep Dark Secret ».

## Liste des titres
1. « Lost In America » - 4:52
2. « Wake Up » - 3:44
3. « Shine » - 3:43
4. « Arrow » - 3:42
5. « Mary Goes Round » - 4:00
6. « Suffocation » - 4:42
7. « One World Away » - 4:05
8. « I Don't Want to Be Happy » - 4:50
9. « Crawl Over Me » - 5:08
10. « Cheap Little Thrill » - 3:11
11. « How Did I Give Myself Away » - 4:15
12. « Nothing Like It In the World » - 5:01
13. « Deep Dark Secret » (Piste japonaise bonus) - 4:36

« Shine » est aussi la chanson du générique de fin de Hellsing.

## Membres
- Eric Martin – Chant
- Richie Kotzen – Guitare
- Billy Sheehan – Guitare basse
- Pat Torpey – Batterie